# 田宝珍
田宝珍（1956年1月—），男，中华人民共和国外交官，曾任中华人民共和国驻釜山总领事和中华人民共和国驻清津总领事。

## 生平
1976年，进入中华人民共和国外交部工作，先后在外交部亚洲司、驻朝鲜大使馆任职。1997年，任驻韩国大使馆参赞，后升公使衔参赞。2001年，任驻朝鲜大使馆公使衔参赞。2004年，任外交部亚洲司参赞。2005年6月，出任中华人民共和国驻釜山总领事。2009年，任外交部亚洲司参赞。2011年11月，出任中华人民共和国驻清津总领事。2013年，任驻朝鲜大使馆公使、首席馆员。

## 家庭
已婚，有一子。